# Siegfried Bernfeld
Siegfried Bernfeld (7 de mayo de 1892 - 2 de abril de 1953) fue un psicólogo y educador austriaco oriundo de Lemberg (actualmente Leópolis, Ucrania). En 1915 consiguió su licenciatura en filosofía en la Universidad de Viena, donde estudió psicoanálisis, biología y sociología. Estuvo involucrado en movimientos psicoanalistas, llegando a ser un importante miembro de la Asociación Psicoanalítica Vienesa.